# Kel Kodheli
Kel Kodheli (* 24. Dezember 1918 in Shkodra, Qark Shkodra; † 18. Februar 2006 in Tirana) war ein albanischer Maler.

## Leben und Werk
Kodheli besuchte als Kind Zeichenkurse bei Odhise Paskali und Lasgush Poradeci. Er studierte von 1939 bis zum Abschluss im Jahre 1943 an der Accademia di Belle Arti di Roma bei Carlo Silviera. Anschließend kehrte er nach Tirana zurück. Kodheli arbeitete als Grafiker und Designer von Banknoten bei der Bank von Albanien und später als Lehrer. Kodheli malte vorwiegend Porträts. 2003 erhielt er die Auszeichnung „Piktorit të Merituar“.
Die meisten Werke von ihm sind im Besitz der Nationalen Kunstgalerie Tirana, einige weitere in der Kunstgalerie von Shkodra und in Familienbesitz. 2017 wurde postum Emrush or The Arab’s Portrait (1948) auf der documenta 14 ausgestellt.